# کلیسای جامع برادفورد
کلیسای جامع برادفورد (انگلیسی: Bradford Cathedral) یک کلیسای جامع در شهر بلکبرن، انگلستان است.
این کلیسا که در سده ۱۴ میلادی بنیان‌گذاری شده در سال ۱۹۶۵ به صورت فعلی تکمیل شده‌است.

## نگارخانه

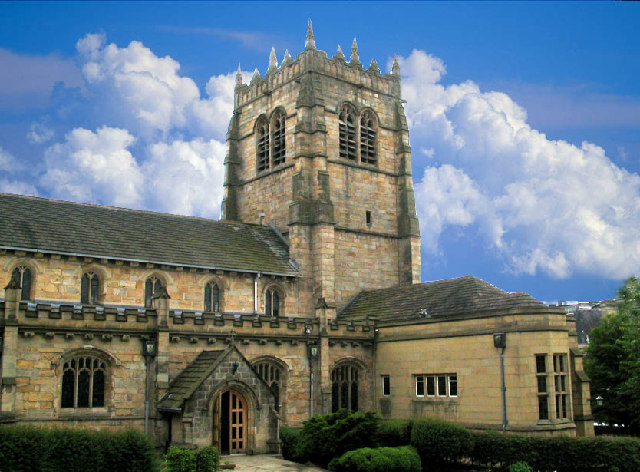
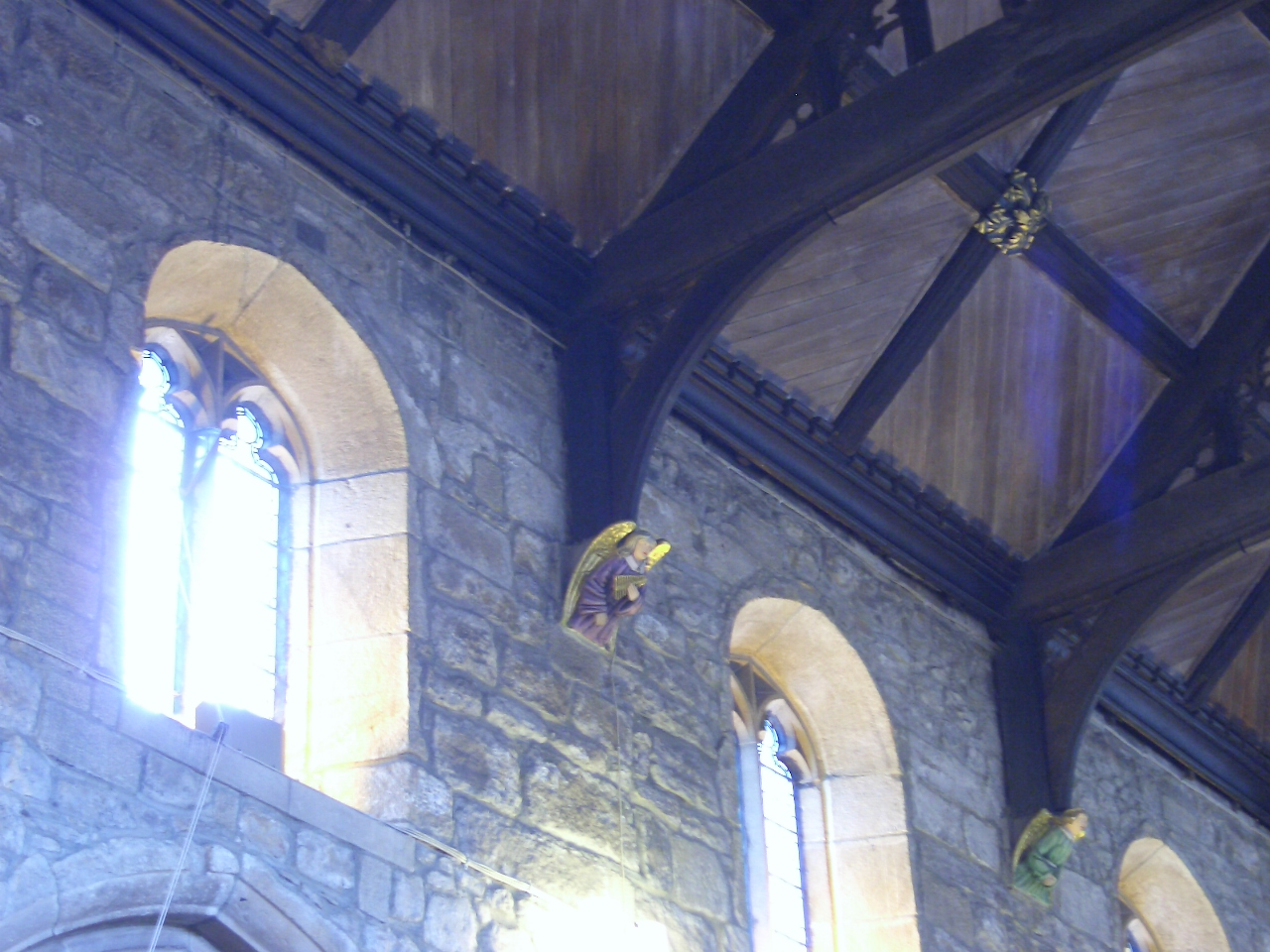
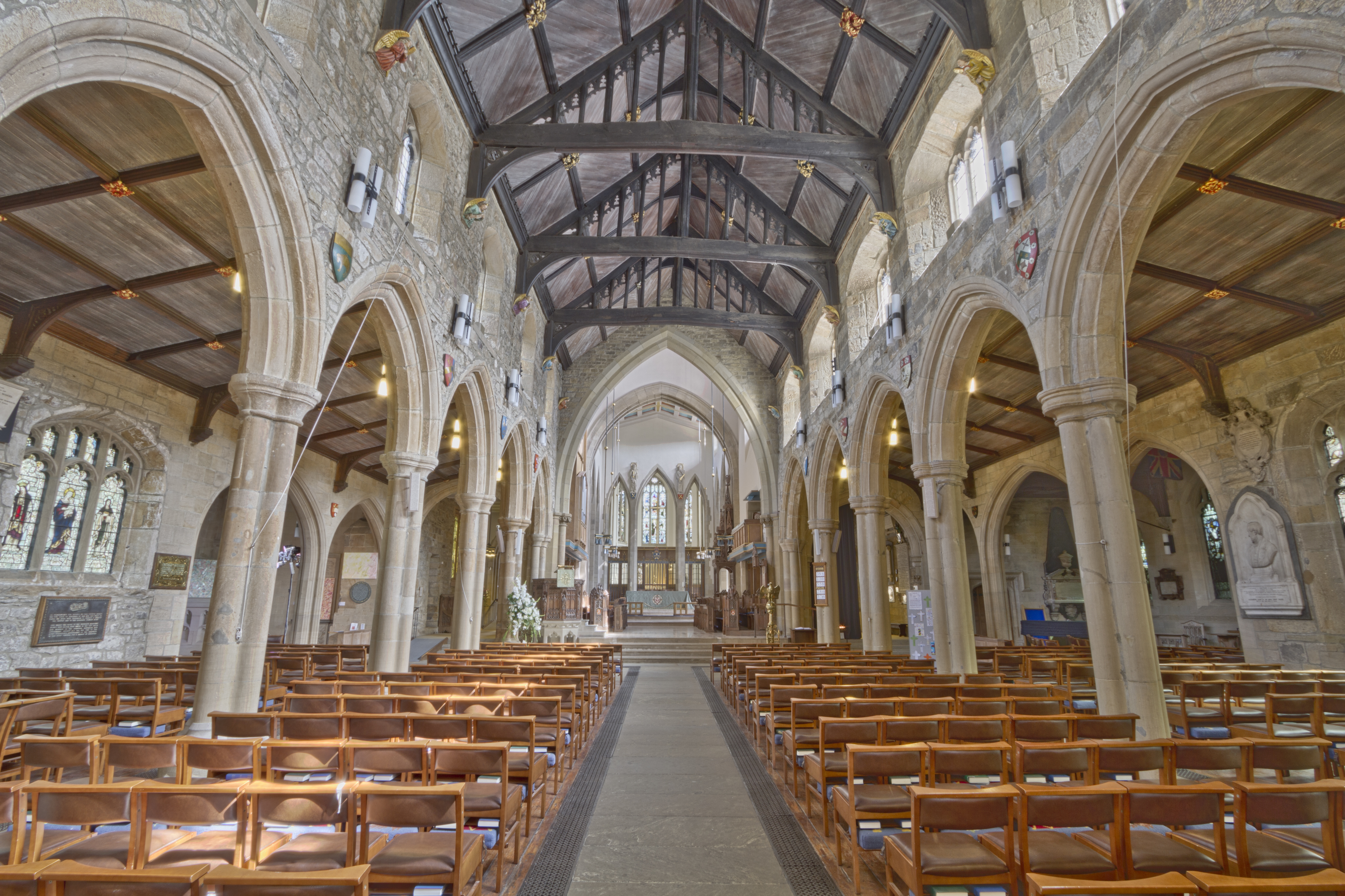
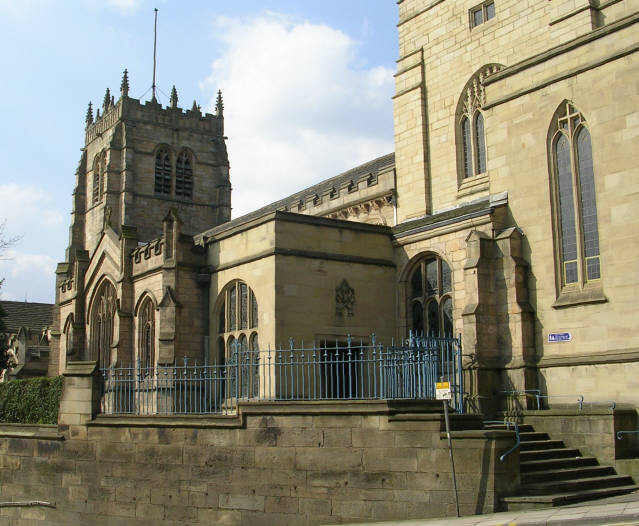